# Zweite Seeschlacht am Kap Finisterre (1747)
Europäischer Kriegsschauplatz:

Mollwitz* – Chotusitz* – Simbach – Dettingen – Toulon – Pfaffenhofen – Tournai – Fontenoy – Hohenfriedberg** – Soor** – Hennersdorf** – Kesselsdorf** – Brüssel – Piacenza – Namur – Roucourt – Kap Finisterre 1 – Lauffeldt – Assietta –  Bergen op Zoom – Kap Finisterre 2 – Maastricht
(*) Erster Schlesischer Krieg – (**) Zweiter Schlesischer Krieg
Indischer Kriegsschauplatz:

Erster Karnatischer Krieg
Amerikanischer Kriegsschauplatz:

War of Jenkins’ Ear – King George’s War
Die Zweite Seeschlacht am Kap Finisterre (englisch: Second Battle of Cape Finisterre, französisch: Seconde bataille du cap Finisterre) fand am 14. Oktoberjul. / 25. Oktober 1747greg. während des Österreichischen Erbfolgekrieges zwischen einer britischen Flotte und einem zur Konvoisicherung eingesetzten französischen Geschwader statt.

## Hintergrund
Die Franzosen mussten trotz der britischen Stärke zur See zu Versorgungszwecken und zum Bewahren der Kommunikation die Verbindung zu ihren Besitzungen in Amerika und Ostindien aufrechterhalten. Die Möglichkeiten der französischen Flotte, die Konvois zu schützen, waren allerdings eng begrenzt. Dies hatte sich bereits am 3. Maijul. / 14. Mai 1747greg. gezeigt, als es in der ersten Seeschlacht am Kap Finisterre nicht gelungen war, Konvois an den Briten vorbei nach Kanada und Ostindien zu eskortieren. Stattdessen gerieten sämtliche militärischen Begleitschiffe in britische Hand.

## Verlauf
Am 6. Oktober desselben Jahres lief ein Konvoi aus 250 Handelsschiffen in Richtung Westindien aus. Geschützt wurden sie von acht französischen Linienschiffen und einer Fregatte. Die Kriegsschiffe standen unter dem Kommando von Chef d’escadre Henri-François des Herbiers. Wie schon vor der ersten Seeschlacht, blieben die Vorbereitungen der britischen Admiralität nicht verborgen. Bereits am 20. August 1747 war eine britische Flotte aus vierzehn Linienschiffen sowie einigen Fregatten unter dem Kommando von Admiral Edward Hawke ausgelaufen, um den Konvoi abzufangen.
Die Franzosen rechneten damit, dass erneut eine britische Flotte vor dem Kap Finisterre kreuzen würde. Daher ließ der französische Befehlshaber die Schiffe zunächst die Biskaya durchfahren, mit dem Ziel, am Kap so weit wie möglich vorbeizukommen.
Der Konvoi wurde allerdings von britischen Schiffen gesichtet, die die Information an die Flotte weitergaben. Am 25. Oktober trafen beide Flotten etwa 270 Seemeilen nördlich des Kaps zusammen. Mit raumem Wind konnten die französischen Handelsschiffe ausweichen. Die Kriegsschiffe wurden in Kiellinie formiert. Wie schon Admiral Anson, bei der ersten Schlacht, verzichtete Hawkes angesichts der eigenen Überlegenheit auf eine Schlachtlinie und befahl allgemeine Jagd auf die gegnerischen Schiffe. Die britischen Schiffe griffen den Gegner nach dem Ermessen ihrer Kommandanten eigenständig an.
Die Schlacht dauerte sieben Stunden. Danach waren sechs französische Linienschiffe in der Hand der Briten. Nur das Flaggschiff Tonnant und die Intrépide entkamen nach Brest. Aber auch die Briten hatten hohe Verluste erlitten und zahlreiche Schiffe waren beschädigt. Eine Verfolgung der Handelsschiffe war so nicht möglich.

## Folgen
Nachdem Hawke die britischen Flotteneinheiten in Westindien informiert hatte, wurden in diesen Gewässern mehr als dreißig französische Handelsschiffe aufgebracht. Die Übrigen waren entkommen. Hawke wurde nach der Schlacht der Bathorden verliehen.
Der Verlust gerade auch an Seeleuten schwächte die französische Marine stark. Beide Schlachten machten deutlich, dass die Franzosen nicht mehr in der Lage waren, große Konvois militärisch zu sichern. Dies war eine der Ursachen für den Verlust des französischen Kolonialreiches.

## Beteiligte

### Großbritannien
| Admiral Hawke’s Flotte | Admiral Hawke’s Flotte | Admiral Hawke’s Flotte | Admiral Hawke’s Flotte | Admiral Hawke’s Flotte | Admiral Hawke’s Flotte | Admiral Hawke’s Flotte |
| Schiff                 | Kanonen                | Kommandant             | Verluste               | Verluste               | Verluste               | Anmerkungen            |
| Schiff                 | Kanonen                | Kommandant             | getötet                | verwundet              | Insgesamt              | Anmerkungen            |
| ---------------------- | ---------------------- | ---------------------- | ---------------------- | ---------------------- | ---------------------- | ---------------------- |
| Devonshire             | 66                     | John Moore             |                        |                        |                        | Flaggschiff            |
| Defiance               | 60                     | John Bentley           |                        |                        |                        |                        |
| Monmouth               | 70                     | Henry Harrision        |                        |                        |                        |                        |
| Kent                   | 64                     | Thomas Fox             |                        |                        |                        |                        |
| Edinburgh              | 64                     | Thomas Coates          |                        |                        |                        |                        |
| Yarmouth               | 64                     | Charles Saunders       |                        |                        |                        |                        |
| Eagle                  | 60                     | George Rodney          |                        |                        |                        |                        |
| Lion                   | 58                     | Arthur Scott           |                        |                        |                        |                        |
| Nottingham             | 60                     | Philip Saumarez†       |                        |                        |                        |                        |
| Princess Louisa        | 60                     | Charles Watson         |                        |                        |                        |                        |
| Windsor                | 60                     | Thomas Hanway          |                        |                        |                        |                        |
| Tilbury                | 58                     | Robert Harland         |                        |                        |                        |                        |
| Gloucester             | 50                     | Philip Durell          |                        |                        |                        |                        |
| Portland               | 50                     | Charles Steevens       |                        |                        |                        |                        |

### Frankreich
| Admiral des Herbiers Flotte | Admiral des Herbiers Flotte | Admiral des Herbiers Flotte           | Admiral des Herbiers Flotte | Admiral des Herbiers Flotte | Admiral des Herbiers Flotte | Admiral des Herbiers Flotte          |
| Schiff                      | Kanonen                     | Kommandant                            | Verluste                    | Verluste                    | Verluste                    | Anmerkungen                          |
| Schiff                      | Kanonen                     | Kommandant                            | getötet                     | verwundet                   | Insgesamt                   | Anmerkungen                          |
| --------------------------- | --------------------------- | ------------------------------------- | --------------------------- | --------------------------- | --------------------------- | ------------------------------------ |
| Intrépide                   | 74                          | Louis-Philippe de Rigaud de Vaudreuil |                             |                             |                             |                                      |
| Trident                     | 64                          | Claude-Thomas Renart de Fuchsamberg   |                             |                             |                             | gekapert                             |
| Terrible                    | 74                          | Hilarion Josselin Duguay              |                             |                             | 130                         | gekapert                             |
| Tonnant                     | 80                          | Louis Charles du Chaffault de Besné   |                             |                             |                             | Flaggschiff                          |
| Monarque                    | 74                          | de la Bédoyère                        |                             |                             |                             | gekapert                             |
| Severn                      | 48                          | du Rouret de Saint-Estève             |                             |                             |                             | gekapert                             |
| Fougueux                    | 64                          | du Vignau                             |                             |                             |                             | gekapert                             |
| Neptune                     | 74                          | de Fromentière                        |                             |                             | 300                         | gekapert                             |
| Konvoisicherung             |                             |                                       |                             |                             |                             |                                      |
| Content                     | 60                          |                                       |                             |                             |                             | Ostindienfahrer, Compagnie des Indes |
| Castor                      | 26                          |                                       |                             |                             |                             | Fregatte                             |